# Con's Combo
Con's Combo var en svensk popgrupp med framgångar i främst Argentina.
Gruppen bildades i början av 1960-talet i Katrineholm av bröderna Conny Söderlund (gitarr och sång) och Christer Söderlund (trummor). Till dessa anslöt sig Johannes Ljungqvist (gitarr), Ulf Hellqvist (bas) och Nils Sandström (saxofon). Senare ingick även bröderna Söderlunds kusin Ingemar Söderlund (sång) i gruppen, som 1963 utgav en EP under namnet Ingemar Söderlund och Con's Combo. Senare tillkom Owe Monk (egentligen Johansson), som tidigare legat på Svensktoppen som medlem av duon Vagabonderna, och 1965 utgavs en singel under namnet Owe Monk med Con's Combo. Kort därefter ombildades gruppen och efter en turné i Finland beslutade gruppen att flytta till Argentina, där det fanns möjlighet att få många spelningar. Där kom gruppen att bestå av Conny Söderlund (sång och gitarr), Bo Gathu (bas och sång), Owe Monk (orgel och sång) och Charlie Wärnfeldt (trummor och sång). Under det första året i Argentina ingick även Osvaldo Venini (congas), som var den som föreslog flyttningen, i gruppen. Gruppen vann mycket stor popularitet i främst Argentina, men gjorde även vissa spelningar i andra sydamerikanska länder. Under en femårsperiod medverkade de omkring 400 gånger i argentinsk television. I det nya landet utgav de åren åren 1965–1971 tre LP-skivor och nio singlar. Trots dessa framgångar förblev gruppen i stort sett okänd i Sverige, dit medlemmarna i mitten av 1970-talet återvände.